# Liste der Monuments historiques in Courcelles-Chaussy
Die Liste der Monuments historiques in Courcelles-Chaussy führt die Monuments historiques in der französischen Gemeinde Courcelles-Chaussy auf.

## Liste der Bauwerke
| Bezeichnung              | Beschreibung                                             | Standort                                    | Kennzeichnung | Schutzstatus | Datum | Bild |
| ------------------------ | -------------------------------------------------------- | ------------------------------------------- | ------------- | ------------ | ----- | ---- |
| Château de Landonvillers | Herrenhaus, 1903 bis 1905 durch Bodo Ebhardt umgestaltet | Landonvillers, 30 allée des Tilleuls (Lage) | PA57000008    | Inscrit      | 1997  |      |